# Ana Fidelia Quirot
Ana Fidelia Quirot Moré (Palma Soriano, 23 marzo 1963) è un'ex mezzofondista e velocista cubana, due volte campionessa mondiale e medaglia d'argento ai Giochi olimpici di Atlanta 1996 negli 800 metri piani.

## Biografia
Il suo primo risultato importante fu l'argento mondiale del 1991, cui seguì il bronzo ai Giochi olimpici dell'anno successivo a Barcellona.
Nel 1993 fu coinvolta in un terribile incidente domestico che la lasciò seriamente infortunata. Era incinta e dopo un incendio dovette partorire prematuramente mentre era in lotta per la sua stessa vita. La bimba morì però solo una settimana dopo.
Tornò in gara a fine anno, con un argento nei Giochi centramericani dietro a Letitia Vriesde. Colse grandi successi negli anni a seguire: oro ai Mondiali nel 1995 e nel 1997, successi inframezzati dall'argento ai Giochi olimpici di Atlanta.
Quirot è una delle pochissime atlete ad aver corso gli 800 m piani sotto il minuto e 55 secondi: il suo primato personale, nonché record nord-centroamericano e caraibico, è di 1'54"44, ottenuto a Barcellona il 9 settembre 1989 e quinto miglior risultato nelle liste di tutti i tempi. Il suo primato sui 400 m è 49"61.
Nel 1989 è stata eletta Track & Field Athlete of the Year.

## Record nazionali

### Seniores
- 400 metri piani: 49"61 ( L'Avana, 5 agosto 1991)
- 800 metri piani: 1'54"44 ( Barcellona, 9 settembre 1989)
- 800 metri piani indoor: 2'05"42 ( New York, 28 febbraio 1992)

## Palmarès
| Anno | Manifestazione      | Sede                | Evento       | Risultato | Prestazione | Note                        |
| ---- | ------------------- | ------------------- | ------------ | --------- | ----------- | --------------------------- |
| 1983 | Campionati CAC      | L'Avana             | 400 m piani  | Oro       | 52"89       |                             |
| 1983 | Giochi panamericani | Caracas             | 400 m piani  | Argento   | 51"83       |                             |
| 1985 | Campionati CAC      | Nassau              | 400 m piani  | Oro       | 50"96       | Record dei campionati       |
| 1985 | Campionati CAC      | Nassau              | 800 m piani  | Oro       | 2'03"60     | Record dei campionati       |
| 1985 | Universiadi         | Kōbe                | 400 m piani  | Argento   | 52"10       |                             |
| 1985 | Universiadi         | Kōbe                | 800 m piani  | Bronzo    | 1'59"77     |                             |
| 1986 | Giochi CAC          | Santiago            | 400 m piani  | Oro       | 51"01       |                             |
| 1986 | Giochi CAC          | Santiago            | 800 m piani  | Oro       | 1'59"00     |                             |
| 1987 | Giochi panamericani | Indianapolis        | 400 m piani  | Oro       | 50"27       |                             |
| 1987 | Giochi panamericani | Indianapolis        | 800 m piani  | Oro       | 1'59"06     |                             |
| 1987 | Mondiali            | Roma                | 800 m piani  | 4ª        | 1'55"84     | Record nord-centroamericano |
| 1987 | Mondiali            | Roma                | 4×400 m      | Batteria  | 3'29"78     |                             |
| 1989 | Campionati CAC      | San Juan            | 400 m piani  | Oro       | 50"63       | Record dei campionati       |
| 1989 | Campionati CAC      | San Juan            | 800 m piani  | Oro       | 2'02"24     | Record dei campionati       |
| 1989 | Universiadi         | Duisburg            | 400 m piani  | Oro       | 50"73       |                             |
| 1989 | Universiadi         | Duisburg            | 800 m piani  | Oro       | 1'58"88     |                             |
| 1990 | Giochi CAC          | Città del Messico   | 400 m piani  | Oro       | 51"70       |                             |
| 1990 | Giochi CAC          | Città del Messico   | 800 m piani  | Oro       | 2'04"85     |                             |
| 1991 | Giochi panamericani | L'Avana             | 400 m piani  | Oro       | 49"61       | Record nazionale            |
| 1991 | Giochi panamericani | L'Avana             | 800 m piani  | Oro       | 1'58"71     |                             |
| 1991 | Giochi panamericani | L'Avana             | 4×400 m      | Argento   | 3'24"91     |                             |
| 1991 | Mondiali            | Tokyo               | 800 m piani  | Argento   | 1'57"55     |                             |
| 1991 | Mondiali            | Tokyo               | 4×400 m      | Batteria  | 3'29"78     |                             |
| 1992 | Giochi olimpici     | Barcellona          | 800 m piani  | Bronzo    | 1'56"80     |                             |
| 1992 | Giochi olimpici     | Barcellona          | 4×400 m      | Batteria  | dq          |                             |
| 1993 | Giochi CAC          | Ponce               | 800 m piani  | Argento   | 2'05"22     |                             |
| 1995 | Campionati CAC      | Città del Guatemala | 800 m piani  | Oro       | 2'01"79     | Record dei campionati       |
| 1995 | Mondiali            | Göteborg            | 800 m piani  | Oro       | 1'56"11     |                             |
| 1995 | Mondiali            | Göteborg            | 4×400 m      | 7ª        | 3'29"27     |                             |
| 1996 | Giochi olimpici     | Atlanta             | 800 m piani  | Argento   | 1'58"11     |                             |
| 1996 | Giochi olimpici     | Atlanta             | 4×400 m      | 6ª        | 3'25"85     |                             |
| 1997 | Campionati CAC      | San Juan            | 800 m piani  | Oro       | 1'59"01     | Record dei campionati       |
| 1997 | Campionati CAC      | San Juan            | 1500 m piani | Oro       | 4'18"00     | Record dei campionati       |
| 1997 | Mondiali            | Atene               | 800 m piani  | Oro       | 1'57"14     |                             |

## Altre competizioni internazionali
1989
- Oro in Coppa del mondo ( Barcellona), 800 m piani - 1'54"44

1995
- 5ª alla Grand Prix Final ( Monaco), 800 m piani - 1'57"16

1997
- Oro alla Grand Prix Final ( Fukuoka), 800 m piani - 1'56"53

## Riconoscimenti
- Atleta mondiale dell'anno (1989)